# Lubień Kujawski

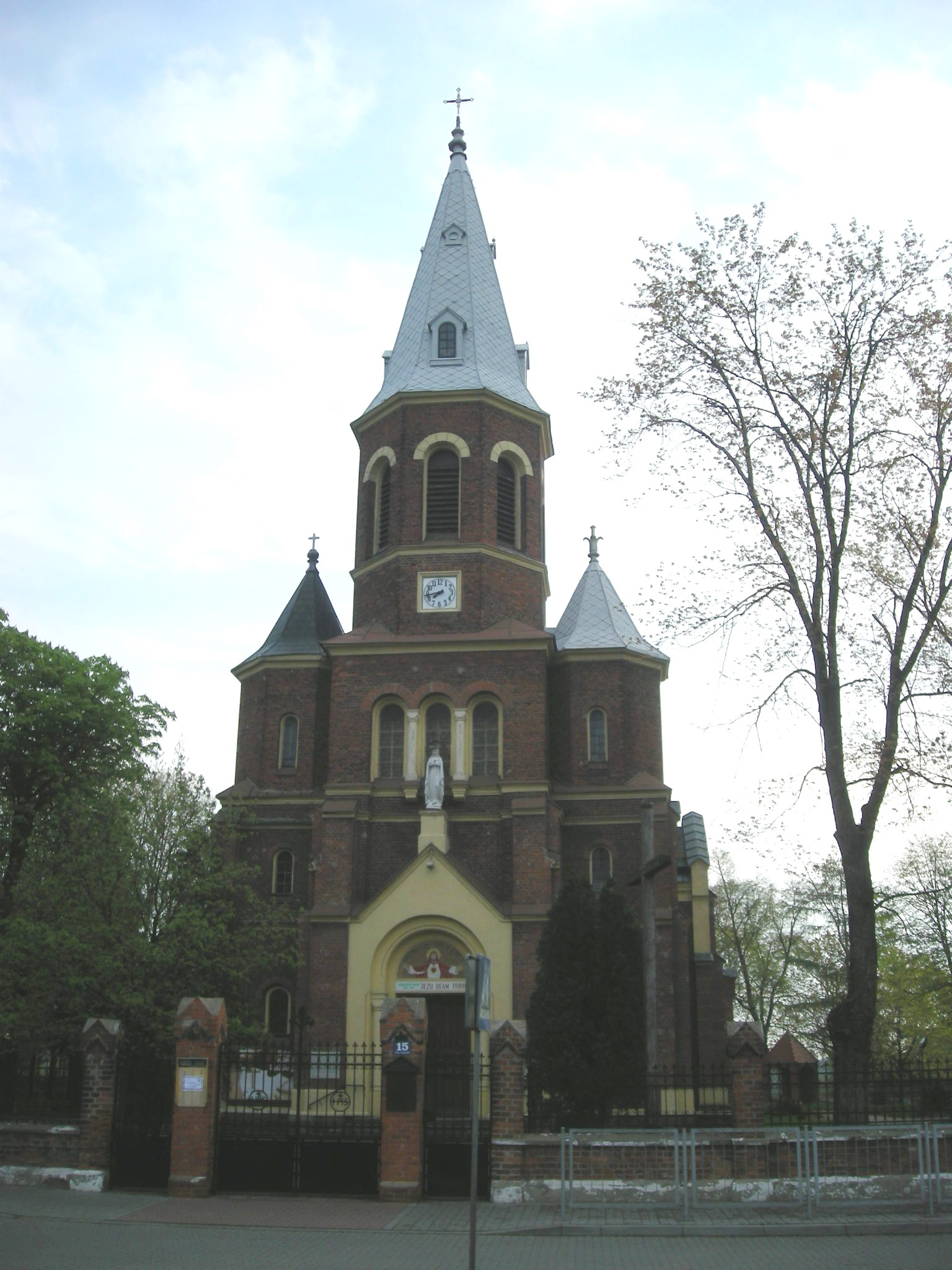
Biserica

Lubień Kujawski este un oraș în Polonia.